# Kashiram Rana
Kashiram Rana (7 de abril de 1938 - 31 de agosto de 2012) fue un político de la India, miembro del Partido Popular Indio (BJP) . En 1989, fue elegido miembro del noveno Lok Sabha de la circunscripción de Surat en Gujarat. Fue reelegido al Lok Sabha en 1991, 1996, 1998, 1999 y 2004 de ese mismo grupo. Se desempeñó como ministro de gabinete en el departamento de textiles, dos veces, en el Atal Bihari Vajpayee liderado por el Gobierno NDA durante 1998 a 2004. Falleció el 31 de agosto de 2012.